# Al-Machbuta
Al-Machbuta (arab. المخبوطة) – wieś w Syrii, w muhafazie Hama. W 2004 roku liczyła 220 mieszkańców.